# Stazione di Ancona
Stazione di Ancona vasútállomás Olaszországban, Marche régióban, Ancona település fő vasútállomása.

## Vasútvonalak
Az állomást az alábbi vasútvonalak érintik:
- Ancona–Lecce-vasútvonal
- Bologna–Ancona-vasútvonal
- Ancona–Orte -vasútvonal
- Ancona–Ancona Marittima railway
- Ancona–Ancona Marittima-vasútvonal

## Kapcsolódó állomások
A vasútállomáshoz az alábbi állomások vannak a legközelebb: 
- Stazione di Ancona Torrette
- Stazione di Ancona Marittima
- Stazione di Varano

## Galéria

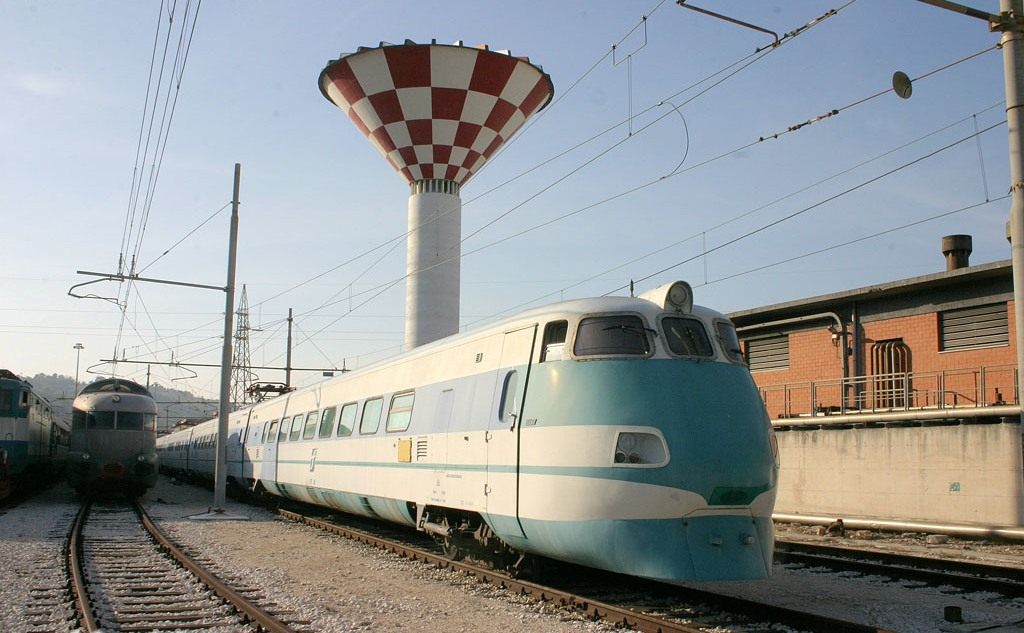
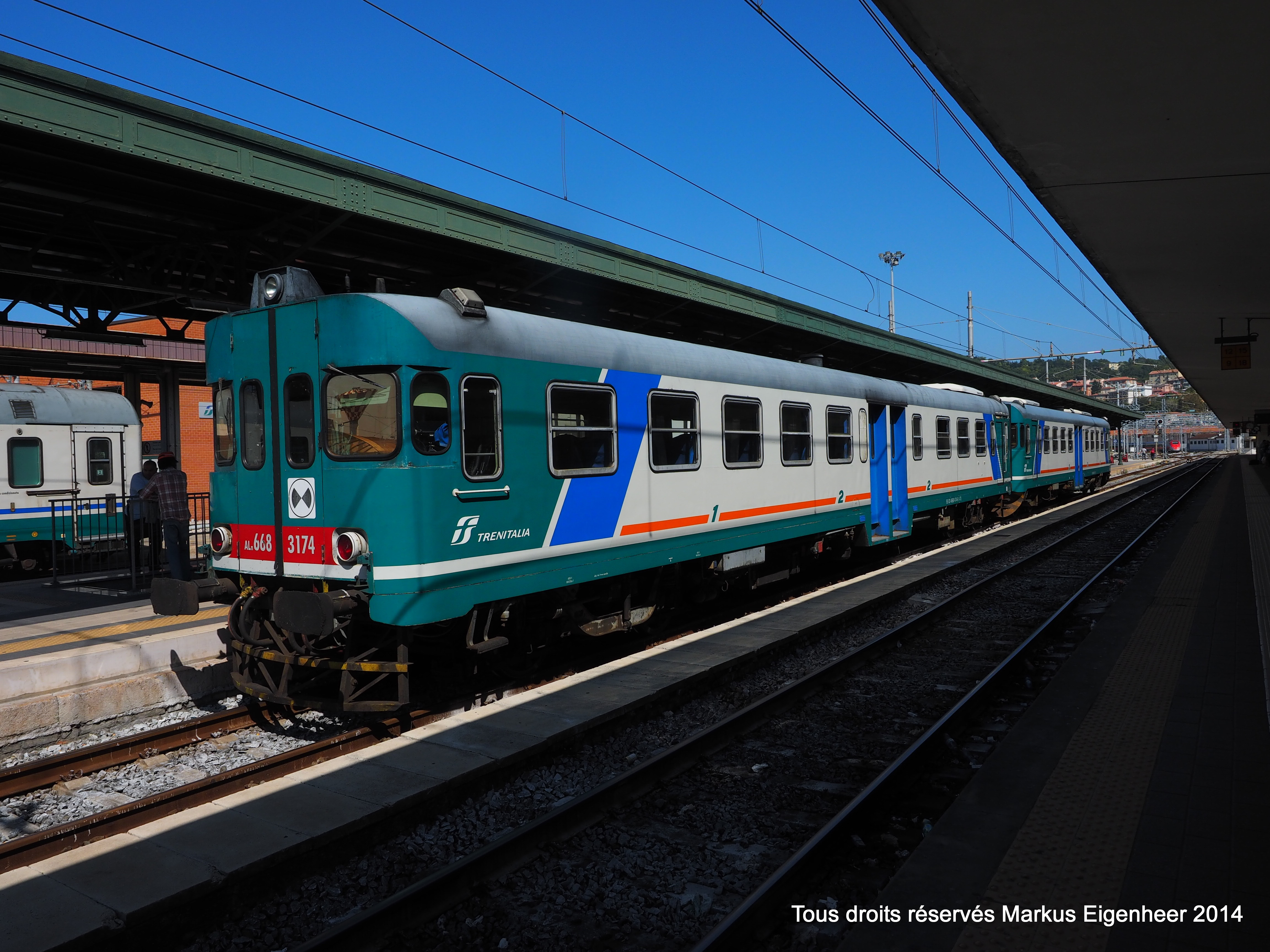
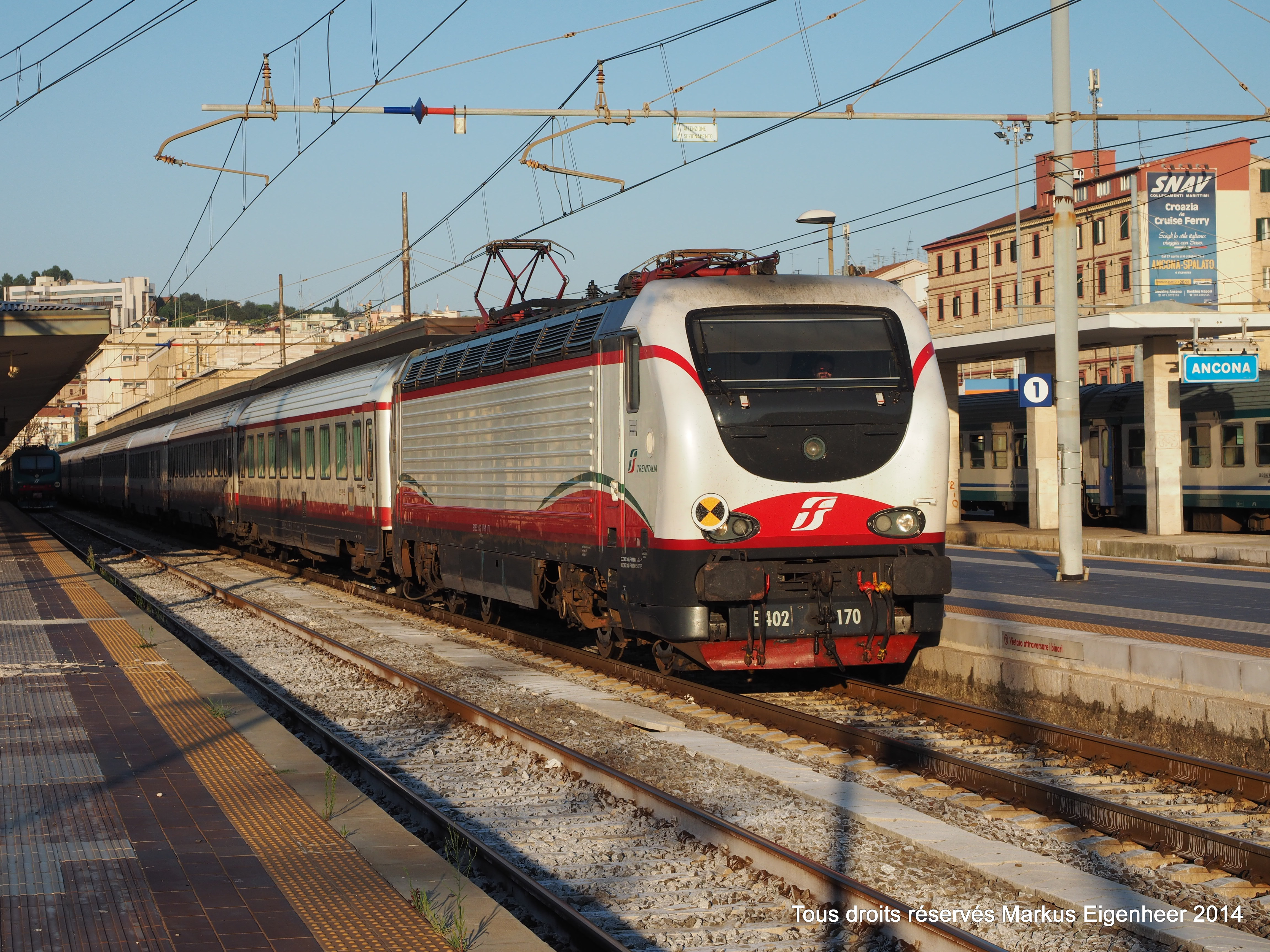
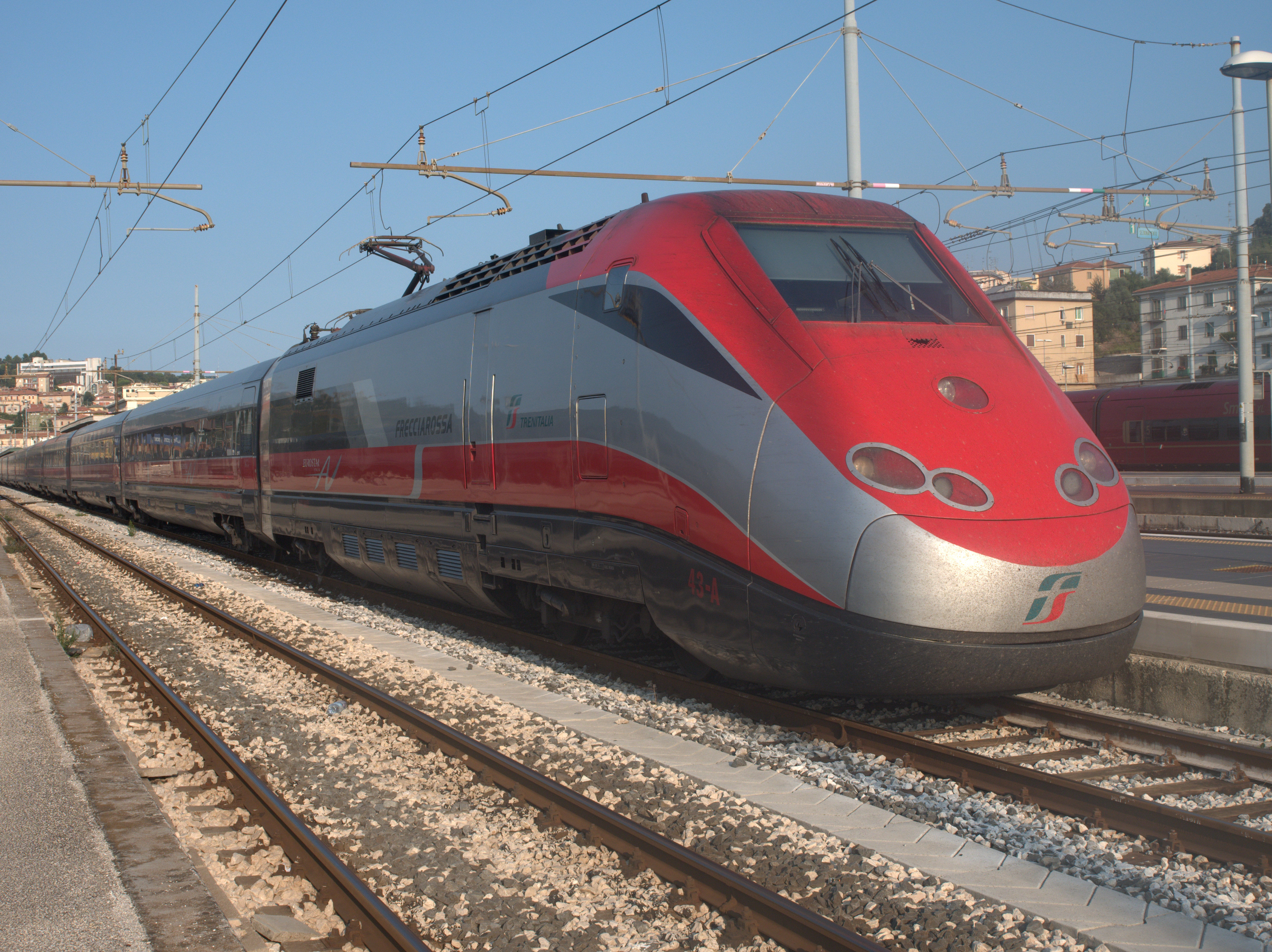